# Eusiropsis riisei
Eusiropsis riisei is een vlokreeftensoort uit de familie van de Eusiridae. De wetenschappelijke naam van de soort is voor het eerst geldig gepubliceerd in 1897 door Stebbing.